# 瓦盆窑站
瓦盆窑站是哈尔滨地铁1号线的地铁车站，位于中国黑龙江省哈尔滨市香坊区102国道旧线地下，先锋村东侧，于2019年9月28日开通。

## 车站结构
瓦盆窑站沿102国道旧线地下南北向设置，为地下两层岛式站台车站。车站地下一层为站厅层，地下二层为站台层。
| 地面              | 出入口 | 1-4出入口 |
| 地下一层          | 站厅   | 客服中心、自动售票机、验票机                                                                                    |
| 地下二层          | 站台层 | \| \| \| █ 1号线往新疆大街（镜泊路） \| \| 島式 · 開左邊车门 \| \| \| \| \| \| █ 1号线往哈尔滨东站（同江路） \| |
|                   |        | █ 1号线往新疆大街（镜泊路）                                                                                     |
| 島式 · 開左邊车门 |        | |
|                   |        | █ 1号线往哈尔滨东站（同江路）                                                                                   |

## 车站出口
瓦盆窑站共设4个出口，各出口及周围设施如下所示：
| 编号                | 建议前往的目的地            | 照片 | 无障碍设施 |
| ------------------- | --------------------------- | ---- | ---------- |
| 1 · 出口            | 旧102国道，哈尔滨市朝阳七校 |      | 不適用     |
| 2 · 出口            | 旧102国道，先锋村村委会     |      | 不適用     |
| 3 · 出口 · （设有） | 旧102国道                   |      |            |
| 4 · 出口            | 旧102国道                   |      | 不適用     |
| 图例： 设有         |                             |      |            |

## 接驳交通

### 公交车
| 瓦盆窑 | 瓦盆窑                   | 瓦盆窑 | 瓦盆窑         | 瓦盆窑             |
| 编号   | 路线                     | 路线   | 路线           | 备注               |
| ------ | ------------------------ | ------ | -------------- | ------------------ |
| 220    | 普惠大道（哈南五路路口） | ⇆      | 哈尔滨音乐厅   |                    |
| 343    | 平房火车站               | ⇆      | 哈站（铁路街） | 部分班次为大站快线 |

## 车站历史
本站规划时期工程名为四环路站，后更名为瓦盆窑站。
- 2016年9月6日，车站主体结构封顶[5]。
- 2019年9月28日，车站开通运营[1]。
- 2020年2月20日12时，受新冠疫情影响，车站暂停运营[6]。3月3日，车站恢复运营[7]。
- 2021年10月31日，受新冠疫情影响，车站暂停运营[8]。11月18日，车站恢复运营[9]。
- 2022年
  - 4月20日，受新冠疫情影响，车站暂停运营[10]。5月5日，车站恢复运营[11]。
  - 10月3日，受新冠疫情影响，车站暂停运营[12]。10月18日，车站恢复运营[13]。